# 世界史年表 (16世纪-19世纪)
- 1501年：西班牙人首次抵達巴拿馬，直布羅陀併入西班牙版圖。
- 1505年：西班牙控制那不勒斯。
- 1508年－1516年：康布雷同盟戰爭，法國與神聖同盟交戰。
- 1513年：馬基雅維利出版君主論。
- 1517年：馬丁·路德於維騰堡教堂門口貼上九十五條論綱，開啟了宗教改革。
- 1519年：麥哲倫率西班牙船隊出發、西班牙人滅阿茲提克。
- 1521年：麥哲倫為菲律賓土著所殺。
- 1522年：麥哲倫剩餘船隊返回西班牙，完成航行世界一周的壯舉。
- 1524年－1525年：德意志農民戰爭，為農民反抗封建主的起義。
- 1525年：巴布爾建莫臥兒帝國，首都德里。
- 1533年：西班牙人滅印加帝國。
- 1534年：英王亨利八世與羅馬教皇決裂，自組英國國教、西班牙人羅耀拉創耶穌會。
- 1536年：喀爾文發表基督教原理。
- 1543年：波蘭神父哥白尼發表天體運行論。
- 1555年：奧格斯堡和約的簽定。
- 1558年：英格蘭王國失去加來市，法國統治該地區至今。
- 1558年：英女王伊莉莎白一世即位。
- 1562年－1598年：法國宗教戰爭。
- 1563年：英國國會通過三十九款教規，確定英國國教派。
- 1563年－1570年：瑞典王國向以丹麥-挪威為首的國家宣戰，引發第一次北方戰爭。
- 1566年：西班牙欲推行異端裁判政策於尼德蘭，爆發當地人民起義。
- 1568年：尼德蘭反抗西班牙統治，發動八十年戰爭。
- 1571年：鄂圖曼土耳其在勒班陀战役戰敗。西班牙帝國統一呂宋島，建立馬尼拉。
- 1572年：張居正執政，推行改革。
- 1580年－1583年：葡萄牙王位繼承戰爭，西班牙與葡萄牙合併，組建伊比利聯盟。
- 1581年：尼德蘭人民宣佈成立尼德蘭七省聯合共和國脫離哈布斯堡尼德蘭時期，仍與西班牙征戰。
- 1588年：西班牙無敵艦隊戰敗，入侵英國的計畫終止。
- 1589年：法亨利四世即位，為法國波旁王朝之始。
- 1592年：日本豐臣秀吉攻朝鮮。朝鮮向明求援，明派軍至朝鮮對抗日本，史稱中日朝鮮之役。
- 1595年－1898年：菲律賓進入西屬菲律賓時期。
- 1598年：法亨利四世頒南特詔令，行宗教寬容，法國宗教戰爭結束。
- 1600年：英國創立東印度公司。
- 1602年：荷蘭創東印度公司。
- 1603年：伊莉莎白一世死，英格蘭王位由蘇格蘭國王詹姆士一世兼任，從此英格蘭與蘇格蘭共載一君。
- 1606年-1607年：弗吉尼亞州詹姆斯敦成立
- 1609年：西班牙與尼德蘭訂立十二年休戰條約，承認尼德蘭獨立。
- 1610年：法亨利四世遇刺而死，路易十三繼位。
- 1613年：米哈伊爾·羅曼諾夫被選為俄國沙皇，為羅曼諾夫王朝之始，結束了俄國長達15年的混亂時代。
- 1616年：努爾哈赤建立後金。
- 1618年：發生布拉格拋窗事件，三十年戰爭爆發。爆發明清戰爭。
- 1620年：紅丸案。五月花號出航，歐洲人自此大批移居美國。
- 1624年：英人在北美建立第一個殖民地，維吉尼亞、荷蘭東印度公司駐軍福爾摩沙，進入臺灣荷蘭統治時期。
- 1626年－1642年：西班牙帝國海軍駐軍福爾摩沙，進入臺灣西班牙統治時期。
- 1628年：英國會向查理一世上權利請願書。臺灣發生濱田彌兵衛事件。
- 1629年：英王查理一世解散國會。
- 1631年：瑞王古斯塔夫二世在布萊登菲爾德戰役戰勝神聖羅馬帝國。
- 1635年：法國介入三十年戰爭，法西戰爭爆發。
- 1636年：後金皇太極，改國號為清，是為清太宗。臺灣發生拉美島事件。
- 1640年：葡萄牙王政復辟戰爭，伊比利聯盟瓦解。
- 1642年：英國清教徒革命爆發。
- 1643年：法王路易十四即位、法軍在罗克鲁瓦战役擊敗西軍。
- 1644年：流寇李自成攻入北京，崇楨皇帝吊死煤山，明朝滅亡。不久滿清入關，是為清朝。
- 1648年：三十年戰爭結束，簽訂威斯特伐利亞和約與簽訂明斯特和約。
- 1649年：查理一世被國會判決處死，英國改為共和，克倫威爾任護國主。克倫威爾遠征愛爾蘭。
- 1652年：臺灣發生郭懷一事件。
- 1652年－1654年：第一次英荷戰爭。
- 1655年－1660年：瑞典帝國對波蘭立陶宛聯邦為首的國家宣戰，引發第二次北方戰爭。
- 1659年：法國、西班牙簽定比利牛斯和約，法國正式成為歐洲霸主。
- 1660年：英國改回君主國，斯圖亞特王朝復辟。
- 1661年－1662年：鄭成功攻台之役，進入明鄭時期。
- 1663年－1668年：臺灣清荷聯軍之役爆發。
- 1664年：法國成立東印度公司。
- 1665年－1667年：第二次英荷戰爭。
- 1667年－1668年：法西遺產戰爭。
- 1668年：荷蘭東印度公司撤出雞籠。
- 1669年：鄭經佔領雞籠。
- 1672年：牛頓發現萬有引力定律。
- 1672年－1678年：法荷戰爭。
- 1681年：清朝平定三藩之亂。
- 1683年：清朝將台灣納入清朝版圖，明清戰爭結束，臺灣進入清領時期。鄂圖曼土耳其與神聖聯盟爆發大土耳其戰爭。
- 1685年：法國取消南特詔令，使大批胡格諾派教徒逃往外國。
- 1687年：牛頓自然哲學的數學原理出版。清朝與準噶爾汗國爆發準噶爾之役
- 1688年：英王詹姆斯二世逃亡法國，其女瑪利與夫婿威廉受國會之邀入主英國，尊為共主，史稱光榮革命。
- 1688年－1697年：法國發動九年戰爭。
- 1689年：英國通過權利法案。俄沙皇彼得一世親政。清朝與俄國簽訂尼布楚條約。
- 1697年：九年戰爭結束，軍事僵持，雙方簽訂雷斯威克條約。
- 1699年：大土耳其戰爭結束，神聖聯盟勝利，簽訂卡尔洛夫齐条约。
- 1700年：俄羅斯帝國組建反瑞典聯盟，發動大北方戰爭。西班牙國王卡洛斯二世卒，法蘭西王子腓力五世繼為西班牙國王，建立西班牙波旁王朝。
- 1701年：英格蘭發明播種機。勃蘭登堡選侯腓特烈三世改稱普魯士國王，稱腓特烈一世。
- 1704年：西班牙王位繼承戰爭爆發。大同盟重新組成以抗衡法國。
- 1707年：英格蘭與蘇格蘭正式合併為大不列顛聯合王國。
- 1709年：法軍與奧格斯堡同盟爆發馬爾普拉凱戰役。
- 1713年：英西條約將直布羅陀割讓給英國。西班牙波旁王朝與奧地利哈布斯堡家族簽訂烏得勒支和約。
- 1714年－1794年：西屬尼德蘭時期結束，進入奧屬尼德蘭時期。
- 1715年：法王路易十四去世。
- 1721年：瑞典與俄羅斯簽訂尼斯塔德和約，瑞典割讓領土予俄羅斯。臺灣發生朱一貴事件，隨後平定。
- 1722年：清朝康熙帝去世，雍正帝繼位。
- 1733年：波蘭王位繼承戰爭爆發。約翰·凱發明飛梭。
- 1735年：簽訂維也納條約，波蘭王位繼承戰爭結束。清朝雍正帝去世，乾隆帝繼位。
- 1740年：神圣罗马帝国皇帝查理六世死，奧地利王位繼承戰爭爆發。
- 1741年：為俄羅斯帝國服務的丹麥探險家白令穿過白令海峽，到達北美洲的阿拉斯加灣。
- 1745年：法軍與國本詔書聯軍爆發豐特努瓦戰役。
- 1747年－1749年：清廷發動第一次金川之役。
- 1748年：孟德斯鳩出版法意。奧地利王位繼承戰爭結束，簽訂第二阿亨和約。
- 1752年：百科全書開始出版。
- 1756年：七年戰爭爆發。
- 1757年：清朝發生大小和卓之亂。
- 1758年：乾隆於準噶爾之役大敗準噶爾汗國，並收復新疆，準噶爾汗國滅亡。
- 1762年：盧梭出版民約論。
- 1763年：七年戰爭結束。英、法簽訂巴黎和約，普魯士與奧地利簽訂胡貝圖斯堡條約。
- 1765年：英國向北美十三州徵收印花稅。哈格里弗士發明珍妮紡織機。
- 1765年－1769年：，緬甸貢榜王朝和清朝邊境發生衝突，引發清緬戰爭。
- 1768年：法國向熱那亞收購科西嘉島。
- 1769年：瓦特改良紐昆門的蒸汽機成功。理查·阿克萊特發明水力紡織機。
- 1770年：英國將澳大利亞、紐西蘭收為殖民地。
- 1771年－1776年：清廷發動第二次金川之役。
- 1772年：俄羅斯帝國、奧地利帝國和普魯士王國第一次瓜分波蘭。
- 1773年：波士頓茶葉事件。孟格菲兄弟發明热气球。
- 1774年：俄羅斯凱納甲湖特約。
- 1775年：美國獨立戰爭爆發，第二次大陸會議召開。
- 1776年：獨立宣言發表。
- 1778年：法國介入美國獨立戰爭，英法戰爭爆發。
- 1780年－1784年：第四次英荷戰爭。
- 1783年：巴黎条约，英國承認美國獨立，美國獨立戰爭結束。英人柯特發明以煤煉鐵的方法。
- 1786年：臺灣天地會首領林爽文不滿清廷統治，引發林爽文事件，隨後平定。
- 1788年－1789年：清廷發動清越戰爭。
- 1789年：法召開三級會議，6月17日第三等級自行宣佈成立國民議會。20日路易十六世下令解散國民議會，國民議會代表發表《網球場誓言》，表示決不解散。7月9日國民議會改稱制憲議會。7月14日巴黎人民起事，攻陷巴士底監獄，法國大革命爆發。8月27日制憲議會通過人權宣言。
- 1792年-1802年：法國發動法國大革命戰爭，對抗中歐各國和北義大利。爆發第一次反法同盟。
- 1793年：俄羅斯和普魯士第二次瓜分波蘭，俄羅斯取得西烏克蘭和立陶宛大部分，普魯士取得大波蘭和但澤。
- 1795年：法國發生熱月政變，羅伯斯比爾被處死，法國的恐怖政治結束。
- 1796年：拿破崙任法國征義大利軍總司令，擊敗第一次反法同盟聯軍。清朝乾隆帝退位，嘉慶帝繼位。中國發生川楚教亂。
- 1797年：法蘭西第一共和國勝利，簽訂巴塞爾和約。
- 1798年：爆發第二次反法同盟戰爭。拿破崙征埃及，拿破崙的艦隊被英國的海軍上將納爾遜摧毀。
- 1799年：乾隆帝去世。拿破崙返國，發動霧月政變，推翻督政府，自任為第一執政。法國發明公制。
- 1800年：法軍在霍恩林登戰役擊敗反法同盟，第二次反法同盟結束。
- 1801年：法案通過，大不列顛王國與愛爾蘭王國合併為大不列顛暨愛爾蘭聯合王國。
- 1802年：拿破崙成為終身第一執政。
- 1804年：5月18日，拿破崙稱帝，是為法蘭西第一帝國。公佈《拿破崙法典》。
- 1805年：白蓮教被清廷平定，確定不再滋事。奧斯特利茨戰役爆發，第三次反法同盟瓦解。
- 1806年：拿破崙撤銷神聖羅馬帝國，征服普魯士王國，將德意志地區改組為萊因邦聯。開始以大陸體系封鎖英國。
- 1807年：拿破崙在義大利由教宗加冕為義大利國王。
- 1808年：西班牙爆發內部動亂，拿破崙乘機入侵西班牙，半島戰爭開始。
- 1809年：拿破仑於瓦格拉姆之战擊敗奧地利帝國，第五次反法同盟瓦解。
- 1812年：拿破崙征俄並攻入莫斯科，因補給不足而大敗而歸。
- 1812年－1815年：美國欲奪取英國的加拿大殖民地，是為美英戰爭。
- 1813年：英國、俄國、普魯士和奧地利組成了第六次反法同盟，於萊比錫大敗法軍。中國發生癸酉之亂，但隨後平定。
- 1814年：盟軍攻入巴黎，拿破崙被迫退位，並被放逐於地中海上的小島厄爾巴島，仍保有皇帝稱號。路易十八回到法國，成為法國國王，波旁王朝復辟。維也納會議召開。巴拉圭獨立。
- 1815年：拿破崙從厄爾巴島返回法國，但旋即在滑鐵盧又被第七次反法同盟擊敗，史稱百日王朝。拿破崙被放逐於大西洋的聖赫勒拿島。波蘭再度被瓜分，由俄羅斯皇帝兼任波蘭國王。
- 1817年：智利獨立。
- 1820年：清朝嘉慶帝去世，道光帝繼位。
- 1821年：希臘獨立戰爭爆發。巴拿馬脫離西班牙統治歸併入哥倫比亞。拿破崙死於聖赫勒拿島。祕魯獨立。西班牙中美洲殖民地瓜地馬拉代都督加因薩宣佈危瓜馬拉獨立。此後中美洲各個西班牙殖民地相繼獨立。
- 1822年－1889年：葡萄牙王子佩德羅宣佈巴西脫離葡萄牙獨立，佩德羅任護國主。10月，佩德羅改稱皇帝，建立巴西帝國。
- 1823年：瓜地馬拉和薩爾瓦多脫離墨西哥獨立。美國總統門羅在國情咨文中發表《門羅宣言》，史稱門羅主義。墨西哥皇帝阿古斯丁退位，建立共和政府。
- 1824年：英國開始侵略緬甸。路易·布莱叶發明盲文。
- 1825年：8月，玻利維亞脫離西班牙獨立，至此美洲各重要殖民地均已獨立，拉丁美洲獨立戰爭結束。
- 1829年：英人喬治·史蒂芬生發明火箭號火車頭。
- 1830年：法國七月革命爆發。同年8月2日波旁王朝被推翻。8月9日自由派推舉也是波旁家族的路易腓力為法蘭西國王。 比利時趁機從荷蘭獨立。
- 1831年：馬志尼組青年意大利黨，進行革命活動。比利時建王國，以利奧波德一世為國王，實君主立憲。
- 1832年：6月，英國通過《議會改革法案》，裁撤部份衰退選區，增加新興城市選區，並擴大選舉權。是為第一次英國議會改革。 7月，鄂圖曼土耳其承認希臘獨立。
- 1834年：德意志關稅同盟的成立。
- 1837年：英女王維多利亞即位。
- 1838年－1848年：英國憲章運動。
- 1839年：清朝林則徐虎門銷煙。1839年倫敦條約，比利時王國獨立。路易·达盖尔發明照相機。
- 1840年：中英鴉片戰爭。英國首先使用郵票。
- 1842年：鴉片戰爭結束，清廷戰敗，簽訂南京條約，割香港為其殖民地。中國有志之士提出師夷長技以制夷
- 1844年：清廷與美國簽訂望廈條約
- 1845年：英國租借上海，為中國第一個租借地。
- 1846年－1848年：美墨戰爭。
- 1847年：非洲的賴比瑞亞宣布脫離美國獨立。
- 1848年：西西里爆發革命。美國加利福尼亞州發現金礦，引發掏金熱。馬克思和恩格斯共同發表共產黨宣言。法國二月革命爆發。路易腓力被迫退位，成立法蘭西第二共和國，拿破仑三世當選法國總統。法國入義大利鎮壓當地革命，自此駐軍羅馬。匈牙利及捷克人民起義。稱瑞士邦聯。第一次義大利獨立戰爭爆發，奧地利勝。
- 1849年：法蘭克福國民議會通過《德意志帝國憲法》，但最後仍失敗。
- 1850年：道光帝去世，咸豐帝繼位。
- 1851年：中國拜上帝會首領洪秀全起義反清，建立太平天國；。
- 1852年：11月，加富爾任薩丁尼亞王國首相。12月，路易拿破崙經男性公民普選，變更國體，稱帝為拿破崙三世，是為法蘭西第二帝國。中國捻亂起。
- 1853年：美國海軍船艦入日本東京灣，為黑船事件。太平天國攻入南京，改為天京。夏爾·弗雷德里克·格哈特（英语：Charles Frédéric Gerhardt）成功合成阿斯匹靈。
- 1854年：日本與美國簽訂神奈川條約，開下田與箱館為通商口岸，並給予美國最惠國待遇。
- 1854年－1856年：克里米亞戰爭，以法英為首的聯盟成功阻止俄羅斯帝國對奥斯曼帝国的擴張。
- 1856年：簽訂巴黎和約，克里米亞戰爭結束。英、法各自以亞羅號事件、西林教案為由，發動英法聯軍侵略中國。
- 1858年：印度士兵叛變被英國鎮壓，莫臥兒帝國亡。英國東印度公司被撤銷。中英法天津條約、中俄璦琿條約。
- 1859年：達爾文出版物種起源。第二次義大利獨立戰爭爆發，又為薩奧戰爭，薩丁尼亞併吞倫巴第。英、法以換約不成再度出兵中國，第二次英法聯軍爆發。薩丁尼亞王國割讓薩伏依、尼斯給法國。
- 1860年：英法聯軍攻入北京，焚毀圓明園。中國與英法簽訂北京條約。俄羅斯亦趁機與清廷簽訂北京條約，中國割烏蘇里江以東之地。。林肯當選為美國總統，美國南方各奴隸州相繼脫離聯邦，另組美利堅邦聯。加里波底將取得的兩西西里王國贈與薩丁尼亞王國。中國開始自強運動。
- 1861年：俄國沙皇亞歷山大二世宣佈解放農奴、南北戰爭爆發。歐洲列強干預墨西哥戰爭。大清咸豐帝去世，同治帝繼位，慈禧太后發動辛酉政變，開始垂簾聽政。義大利王國建立。清廷與普魯士王國簽訂中德通商條約。
- 1862年：俾斯麥任普魯士王國首相。中國爆發同治陝甘回變，臺灣發生戴潮春事件。
- 1863年：1月，美總統林肯發表解放黑奴宣言。上海美租界和上海英租界合併為上海公共租界。
- 1864年：中國發生同治新疆回亂。紅十字會成立。第一條日內瓦公約簽定。巴斯德發明巴斯德消毒法。
- 1865年：5月，南北戰爭結束，合眾國重歸統一。
- 1866年：普奧戰爭，普勝，奧地利被剝奪德意志地區的領導權。第三次義大利獨立戰爭爆發，義大利王國併吞威尼托、弗留利、曼切華等城市。清廷與比利時王國簽訂中比通商條約。
- 1867年：日本末代幕府將軍德川慶喜將政權交給明治天皇，史稱大政奉還，幕府時代結束。成立加拿大自治領，為英國自治領之始。美國自俄羅斯以720萬美元購置阿拉斯加。奧地利和匈牙利協議組成奧匈帝國。
- 1868年：明治天皇開始明治維新。
- 1869年：日本實施版籍奉還和廢藩置縣政策，以建立中央集權。蘇伊士運河開航。
- 1870年：普法戰爭爆發，法皇拿破崙三世於色當被俘。法國內部爆發革命，推翻第二帝國。義大利趁法國戰爭之際入軍羅馬，並遷都於此。教皇被迫屈居於梵蒂岡，義大利統一。
- 1871年：巴黎公社成立。法國成立第三共和。普法戰爭結束，法國割讓洛林及阿爾薩斯兩省。北德意志邦聯各邦與南德意志合併為德意志帝國，德意志終告統一。普魯士國王威廉一世改稱德意志皇帝。
- 1872年：日本修築第一條鐵路。
- 1873年：西班牙第一共和建立。德國ˋ奧匈帝國ˋ俄國結為同盟，是為三帝同盟。中國陝甘回變結束。
- 1875年：大清同治帝去世，光緒帝繼位。
- 1876年：貝爾發明電話。洪福汗國首領阿古柏趁機入侵新疆，清廷派左宗棠收復新疆。
- 1877年：英國奉維多利亞女王為印度女皇，實仍派總督治理。5月，羅馬尼亞獨立。阿古柏猝死，其餘勢力被消滅，新疆收復成功。清廷平定回族叛亂。
- 1878年：柏林會議召開，以重新協調巴爾幹半島的秩序。
- 1879年：日本吞併琉球王國。德意志帝國、奧匈帝國組成德奧同盟。
- 1881年：清廷與俄羅斯帝國簽訂伊犁條約。
- 1882年：英國併吞埃及進入埃及英治時期。德、奧、意三國同盟。
- 1884年－1885年：柏林西非會議召開，歐洲列強各自劃分在非洲的勢力範圍。中法戰爭，法國取得越南為殖民地。
- 1885年－1888年：發生保加利亞危機。
- 1886年：可口可樂被發明。汽车于德国诞生。清廷與英國簽訂中英緬甸條約，承認英國併吞緬甸。
- 1887年：三帝同盟瓦解。德意志帝國與俄羅斯帝國簽訂再保險條約。清廷與葡萄牙簽訂中葡和好通商條約，澳門淪為葡萄牙殖民地。
- 1888年：第一次英國侵藏戰爭爆發。
- 1889年：大清光緒帝開始親政。2月，日本憲法生效。艾菲爾鐵塔落成。
- 1890年：第一次英國侵藏戰爭結束，清廷與英國簽訂中英藏印條約，承認英國為錫金王國的保護國。德皇威廉二世免俾斯麥的首相職。
- 1891年－1894年：俄羅斯帝國與法蘭西第三共和國組成法俄同盟。
- 1893年：清廷與英國簽訂中英藏印續約。
- 1894年：中日因朝鮮的東學黨問題爆發甲午戰爭。
- 1895年：中日簽訂馬關條約要求割讓遼東半島、臺灣島、澎湖群島，甲午戰爭結束。5月25日，臺灣乙未戰爭爆發，進入日屬台灣時期。諾貝爾獎设立。俄、德、法三國干涉還遼。卢米埃尔兄弟發明電影。
- 1896年：清廷、俄羅斯簽訂中俄密約。第一屆現代奧運於希臘雅典舉行。法國併吞馬達加斯加。
- 1897年：李氏朝鮮改國號為大韓帝國，進入短暫的大韓帝國時期。中國發生各國列強瓜分中國風潮越演越烈。日本租借蘇州。發生巨野教案，德國佔領膠州灣。
- 1898年：清廷、德國簽訂膠澳租借條約，租借膠州灣。清廷、俄羅斯簽訂旅大租地條約，租借旅順、大連。日本租借天津。清廷、英國簽訂訂租威海衛專條、展拓香港界址專條。美國為奪取西班牙的殖民地而發動美西戰爭，美國取得了西班牙的古巴、波多黎各、菲律賓、關島等地。居禮夫婦發現釙和鐳。清朝戊戌变法开始实施，后慈禧太后發動戊戌政變，戊戌变法失败。
- 1899年：清廷與法國簽訂廣州灣租界條約。美國發表對華門戶開放政策通牒。第一次海牙和平會議。中國發生義和團事件。
- 1900年：俄羅斯租借天津。佛洛依德出版夢的解析。德國駐華公使克林德被殺害，引發八國聯軍之役，發生庚子俄難。